# Obština Slivo Pole
Obština Slivo Pole (bulharsky Община Сливо поле) je bulharská jednotka územní samosprávy v Rusenské oblasti. Leží ve středním Bulharsku v Dolnodunajské nížině, podél Dunaje u hranic s Rumunskem. Sídlem obštiny je město Slivo Pole, kromě něj zahrnuje obština 10 vesnic. Žije zde téměř 11 tisíc obyvatel.

## Sídla
Všechna sídla v obštině jsou samosprávná.
| - Babovo - Borisovo - Brăšlen - Čerešovo | - Goljamo Vranovo - Judelnik - Košarna - Malko Vranovo | - Rjachovo - Slivo Pole (sídlo správy) - Stambolovo |

## Sousední obštiny
| Růžice kompasu |                    |       |          | Růžice kompasu |
| Růžice kompasu |                    | Sever | Tutrakan | Růžice kompasu |
| Růžice kompasu | Obština Slivo Pole |       | Tutrakan | Růžice kompasu |
| Růžice kompasu | Jih                |       | Tutrakan | Růžice kompasu |
| Růžice kompasu | Ruse               |       | Kubrat   | Růžice kompasu |

## Obyvatelstvo
K 15. září 2024 v obštině žilo 10 701 obyvatel a bylo zde trvale hlášeno 12 147 obyvatel. Podle sčítání 7. září 2021 bylo národnostní složení následující:
- Bulhaři: 3 649 (45.9 %)
- Turci: 3 347 (42.1 %)
- Romové: 644 (8.1 %)
- ostatní[p 4]: 303 (3.8 %)

V období 2011 až 2021 v obštině ubylo 976 obyvatel.